# Rio Canadian
O Rio Canadian (em inglês:  Canadian River é um rio dos Estados Unidos. Tem 1.216 km de comprimento, e é o mais importante afluente do rio Arkansas. Flui de oeste para leste, iniciando no Colorado, atravessando o Novo México, o Texas Panhandle e a quase totalidade do Oklahoma. Forma o lago Eufaula perto de Eufaula (Oklahoma) antes da sua confluência com o rio Arkansas.

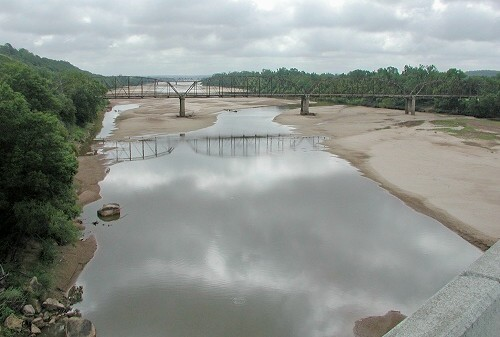
O Canadian perto de Calvin (Oklahoma).